# Maure-de-Bretagne

Maure-de-Bretagne este o comună în departamentul Ille-et-Vilaine, Franța. În 1 ianuarie 2018 avea o populație de 3.507 de locuitori.